# 瑞安公主
瑞安公主（16世紀—17世紀），名朱堯媛，明朝公主，明穆宗第五女，明神宗的同母妹妹。母親是李貴妃。

## 生平
萬曆十三年（1585年），公主下嫁萬煒。天啟年間，尊封瑞安大長公主。萬煒管任太傅，掌管宗人府。北京陷落後，萬煒以及萬煒和公主的兒子萬長祚皆死於李自成軍中。公主的兒媳婦李氏和駙馬的庶出兒子萬弘祚皆投井自殺。